# Clay Ives
Clay Ives (* 5. September 1972 in Bancroft, Ontario) ist ein kanadisch-US-amerikanischer Rennrodler.
Clay Ives trat bei drei Olympischen Winterspielen an. Bei den Spielen von 1994 in Lillehammer startete er ebenso wie 1998 in Nagano für Kanada. 1994 wurde er im Doppelsitzer mit Bob Gasper Achter, im Einsitzer kam er auf den 20. Platz. Vier Jahre darauf wurde er im Einsitzer 15. Als Inhaber der doppelten kanadischen und US-Staatsbürgerschaft wechselte Ives 2000 den Verband, um mit Chris Thorpe ein Doppel bilden zu können. Bei den Spielen 2002 gewann er mit seinem Partner Thorpe die Bronzemedaille.
Ives konnte sich für Kanada startend immer wieder in den Punkterängen des Weltcups platzieren, doch bessere Ergebnisse erreichte er erst als Partner von Thorpe. Beste Platzierung war ein zweiter Rang in Winterberg im Jahr 2002. Im Gesamtweltcup erreichten beide 2000/01 und 2001/02 mit dem neunten Platz die besten Ergebnisse. Auch bei Weltmeisterschaften erzielte er nun seine besten Platzierungen, bestes Ergebnis war ein neunter Platz 2001. Bei den Nordamerikameisterschaften 2001 gewann Ives mit Thorpe die Silbermedaille.